# ميرزا محمد علي خان الشيرازي
ميرزا محمد علي خان الشيرازي (بالفارسية: میرزا محمدعلی خان شیرازی) (1780 - 9 فبراير 1852) كان دبلوماسيًا إيرانيًا من العهد القاجاري شغل منصب وزير الخارجية من سنة 1851 إلى 9 فبراير 1852. كما شغل منصب سفير إيران لدى فرنسا سنة 1847م وأكد معاهدة أرضروم الثانية مع الدولة العثمانية عام 1848م. ومن سنة 1851 شغل منصب رئيس دار الفنون التي كان تأسيسها بمثابة بداية التعليم الحديث في إيران.